# Peter Kemp
Peter Kemp (1878 - ?) was een Brits waterpolospeler en zwemmer.
Peter Kemp nam als waterpoloër eenmaal deel aan de Olympische Spelen; in 1900. In 1900 maakte hij deel uit van het Britse team dat het goud wist te veroveren. In 1900 nam hij tevens deel aan het onderdeel obstakel zwemmen. Dit was een eenmalig onderdeel op de olympische spelen. Hij won hierin het brons.
Kemp speelde voor de club Osborne Swimming Club.
Thomas Coe · Robert Crawshaw · William Henry · John Jarvis · Peter Kemp  · Victor Lindberg · Frederick Stapleton